# بهروز شیدا
بهروز شیدا منتقد و پژوهشگر ادبی، ساکن استکهلم، سوئد، است.

## فعالیت‌ها
از بهروز شیدا تا کنون بیست‌ویک کتاب منتشر شده‌است. چهارده کتاب از این کتاب‌ها در زمینهٔ نقد و پژوهش ادبی است؛ یک کتاب ویراستاری خاطرات زندان.
بهروز شیدا سال‌ها پیش از این چهار کتاب ترجمه کرده و دو مجموعه شعر انتشار داده‌است. به اتفاق عباس صفاری و حسین نوش آذر سردبیر نشریهٔ فرهنگی – ادبی سنگ بوده‌است. بهروز شیدا جلدِ اولِ کتاب‌های زندان، خاطرات، را نیز ویراستاری کرده‌است؛ با نامِ کابوسِ بلندِ تیزدندان. بهروز شیدا ویراستار فرهنگ سوئدی – فارسی لکزین نیز بوده‌است. بهروز شیدا سردبیر مهمان نشریهٔ باران شمارهٔ ۱۶، ویژهٔ تبعید، سردبیر مهمان نشریهٔ باران شمارهٔ ۲۵ – ۲۴، ویژهٔ نقد و پژوهش ادبی، سردبیر مهمان نشریهٔ باران شمارهٔ ۳۹–۳۸، ویژه‌نامهٔ صداها و سکوت‌ها، دبیر مهمان بخشِ داستان‌نویسی و نقد و پژوهش ادبی ی نشریهٔ آرش شمارهٔ ۱۰۰ و مسئول بخش هنر و ادبیات نشریۀ آرشِ ویژۀ نقد و بررسیِ کارنامۀ بیست‌وسه سالۀ آرش نیز بوده‌است. آثار بهروز شیدا در بسیاری از نشریات خارج از کشور منتشر و در تعدادی از نشریات الکترونیکی باز چاپ شده‌است. وی در سال ۱۹۹۴ جایزهٔ ادبی باران را در قلمرو نقد ادبی به اتفاق پرتو نوری علاء به صورت مشترک دریافت کرده‌است. بهروز شیدا بورس‌های یک‌ساله، دوساله، پنج‌سالهٔ بنیاد نویسنده‌گان سوئد و بورس سالانهٔ پرنس ویلهمِ سوئدی را نیز دریافت کرده‌است.
بهروز شیدا دکترای ایران‌شناسی‌ی خود را از دانشگاه یاگیلونیای کراکوف دریافت کرده‌است؛ با موضوعِ مقایسهٔ ده رمان فارسی‌ی داخل کشور و ده رمان فارسی‌ی خارج از کشور؛ در سه زمینهٔ تصویر انقلاب اسلامی، نقش قهرمان، مفهوم شهادت؛ از منظر «تئوری‌ی ساختارگرایانه‌ی» رولان بارت و «تئوری‌ی گفتمان» میشل فوکو.
متن بازبینی شدهٔ رسالهٔ دکترای بهروز شیدا، به زبان انگلیسی، با عنوانِ Traces of Time The Image of the Islamic Revolution, the Hero and Martyrdom in Persian Novels Written in Iran and in Exile توسط دانشگاه اوپسالا، سوئد، چاپ شده‌است.

## تعدادی از کتاب‌ها
تعدادی از کتاب‌ها؛ در زمینهٔ نقد و پژوهش ادبی:
- در سوک آبی ی آب‌ها: مجموعه‌ای است از شانزده جستار در مورد ادبیات ایران، برمبنای روی کردهای گوناگون. نشر باران، سوئد.
- از تلخی ی فراق تا تقدس تکلیف: پژوهشی است در جست و جوی تأثیر گفتمان فرهنگ ایرانی بر بخشی از رمان فارسی پس از انقلاب. نشر باران، سوئد.
- گم شده در فاصلهٔ دو اندوه: مجموعه‌ای است از نه مقاله؛ از نگاه به سه قصهٔ زندان‌های رژیم جمهوری اسلامی تا نگاه به تفاوت دیوانگی در آثار شیخ فریدالدین عطار و بهرام صادقی. نشر باران، سوئد.
- تراژدی‌های ناتمام در قاب قدرت: مجموعه‌ای است از ده جستار در مورد موضوع‌های گوناگون؛ از نقاشی ایرانی تا قصه‌های صادق چوبک. نشر باران، سوئد.
- پنجرهای به بیشهٔ اشاره: مجموعه‌ای است از هشت جستار در مورد جهان ادبیات فارسی؛ از نگاه به مفهوم دیوانگی تا نگاه به حضور لات‌ها. نشر باران، سوئد.
- مخمل سرخ رؤیا: مجموعه‌ای است از هفت جستار در مورد پنج رمان غربی و دو رمان فارسی از منظر نظریه پردازان گوناگون. نشر باران، سوئد.
- می‌نویسم: توقف به فرمان نشانه‌ها: مجموعه‌ای است از ده جستار در مورد ادبیات، تئاتر، سینما، فوتبال و مجموعه‌های تلویزیونی. نشر باران، سوئد.
- هفت دات کام:یک وبلاگ فرضی. نشر باران، سوئد.
- زنبور مست آن جا است: ده جستار و ده شعر از آدام زاگایوسکی شاعر لهستانی. نشر باران، سوئد.
- بارانِ برهوتِ بوف کورها: هفت جستار دیگر و در حاشیه: هفت شعر کوتاه از ساموئل بکت. نشر باران، سوئد.
- این خروس از کیست که سر ندارد: دوازده جستار دیگر؛ و در حاشیه دوازده شعر از برونو ک. اویر. نشر باران، سوئد.
- Traces of Time The Image of the Islamic Revolution, the Hero and Martyrdom in Persian Novels Written in Iran and in Exile, Uppsala University 2016.
- از قابِ تاریکی‌ها تا باغِ چراغ‌ها: هفده جستارِ دیگر. نشر باران، سوئد.
- هجوم کابوس و رویای بیداری: پانزده جستار دیگر. نشر باران، سوئد.